# Tremplin de vol à ski
Un tremplin de vol à ski est le type de tremplin de saut à ski de la taille supérieure. Selon les règlements de la FIS cette taille, dite HS, est au moins de 185 mètres, alors que le plus grand des tremplins dits « gros tremplins » fait 145 mètres. Six ont été construits dans le monde ; celui de Copper Peak, après des années de fermeture, est l'objet de projet de restauration, mais n'a pas encore ouvert en 2024.

## Compétitions
Ces cinq tremplins en activités sont régulièrement le lieu d'épreuves comptant pour la Coupe du monde de saut à ski, y compris pour des épreuves féminines, pour la première fois en 2024 au Vikersundbakken avec une compétition « FIS » en 2023, et une coupe du monde réduite à 17 sauteuses en 2024.
Tous les deux ans les années paires, l'un de ces cinq tremplins accueille les Championnats du monde de vol à ski.

## Liste des tremplins de vol à ski
| Dénomination nom du tremplin | Localité ville ou commune | Pays       | HS taille officielle | FIS homologué FIS jusqu'à | Commentaire |
| ---------------------------- | ------------------------- | ---------- | -------------------- | ------------------------- | --- |
| Heini Klopfer                | Oberstdorf                | Allemagne  | 235                  | 2022                      | Record du tremplin 242.5m en 2022 par Domen Prevc                                                                |
| Kulm                         | Tauplitz                  | Autriche   | 235                  | 2025                      | Record du tremplin 244m en 2016 par Peter Prevc                                                                  |
| Copper Peak                  | Ironwood                  | États-Unis | 175                  | /                         | Plus gros tremplin hors Europe, projet de ré-ouverture                                                           |
| Vikersundbakken              | Vikersund                 | Norvège    | 240                  | 2024                      | Plus gros tremplin du monde, lieu du record du monde 253,5m le 18 mars 2017 détenu par l'autrichien Stefan Kraft |
| Letalnica                    | Planica                   | Slovénie   | 240                  | 2025                      | Record du tremplin 254,5 m en 2025 par Domen Prevc réalisé en 2025                                               |
| Čerťák                       | Harrachov                 | Tchéquie   | 210                  | 2018                      | Record du tremplin 214,5m en 2002 par Matti Hautamäki et en 2008 par Thomas Morgenstern                          |

### Sources
- Ski Jumps sur www.skisprungschanzen.com
- Homologation des tremplins au  20.12.2020

1. ↑  Standards for the Construction of Jumping Hills - 2008 #3: Classification of the ski jumping hills
2. ↑  Tremplin de Mühlenkopf à Willingen